# Louis Santerre
Louis Santerre (ur. 26 maja 1959 w Saint-Cyprien-de-Napierville) – kanadyjski zapaśnik w stylu klasycznym. Olimpijczyk z Los Angeles 1984, gdzie zajął siódme miejsce w kategorii 82 kg.
Dziewiąty na mistrzostwach świata w 1983. Dwa medale na igrzyskach panamerykańskich, srebrny w 1983 roku.